# Blasrohr (Saugzug)

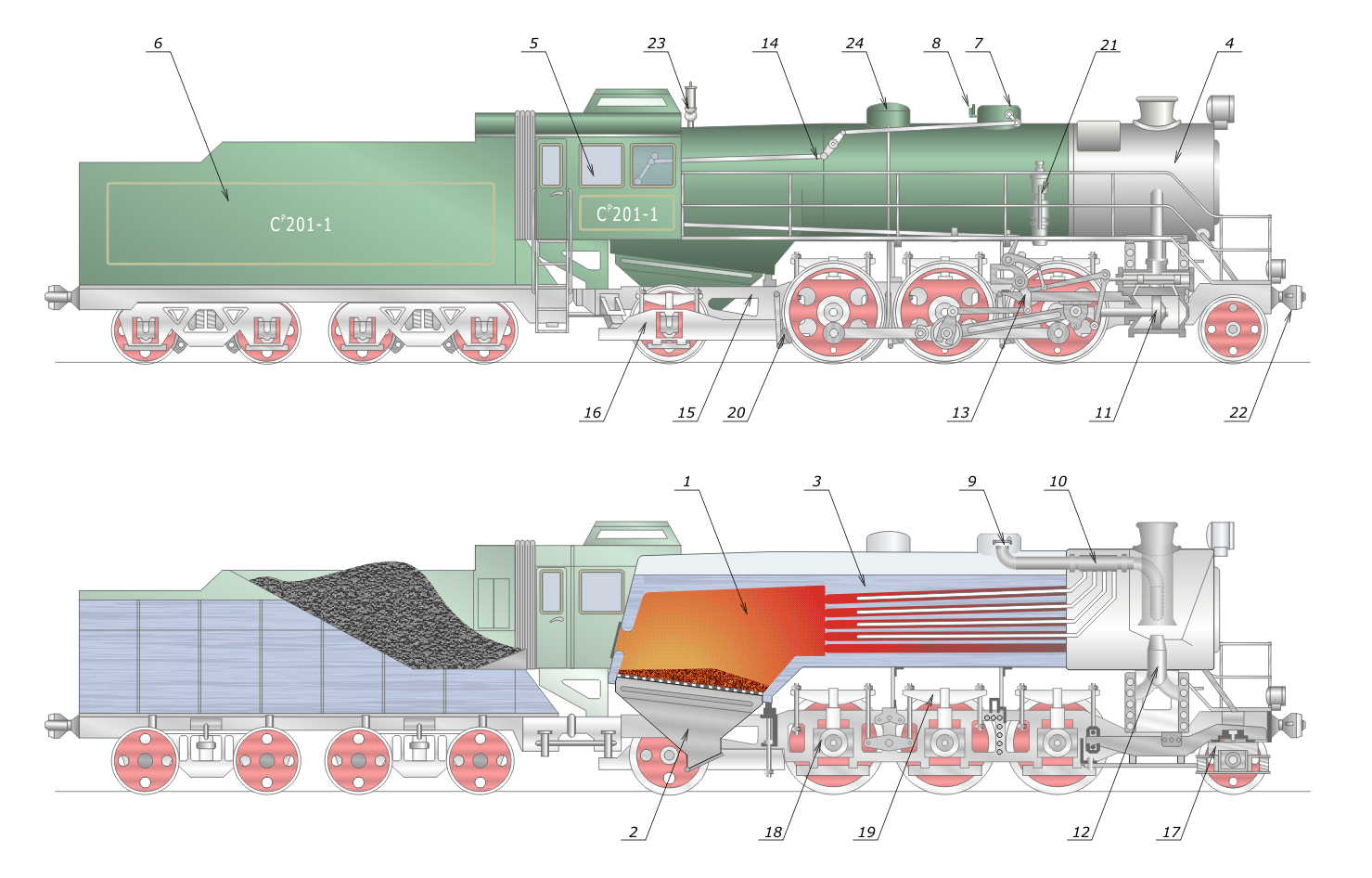
Aufbau einer Dampflokomotive: das Blasrohr ist die Nr. 12 unten rechts.

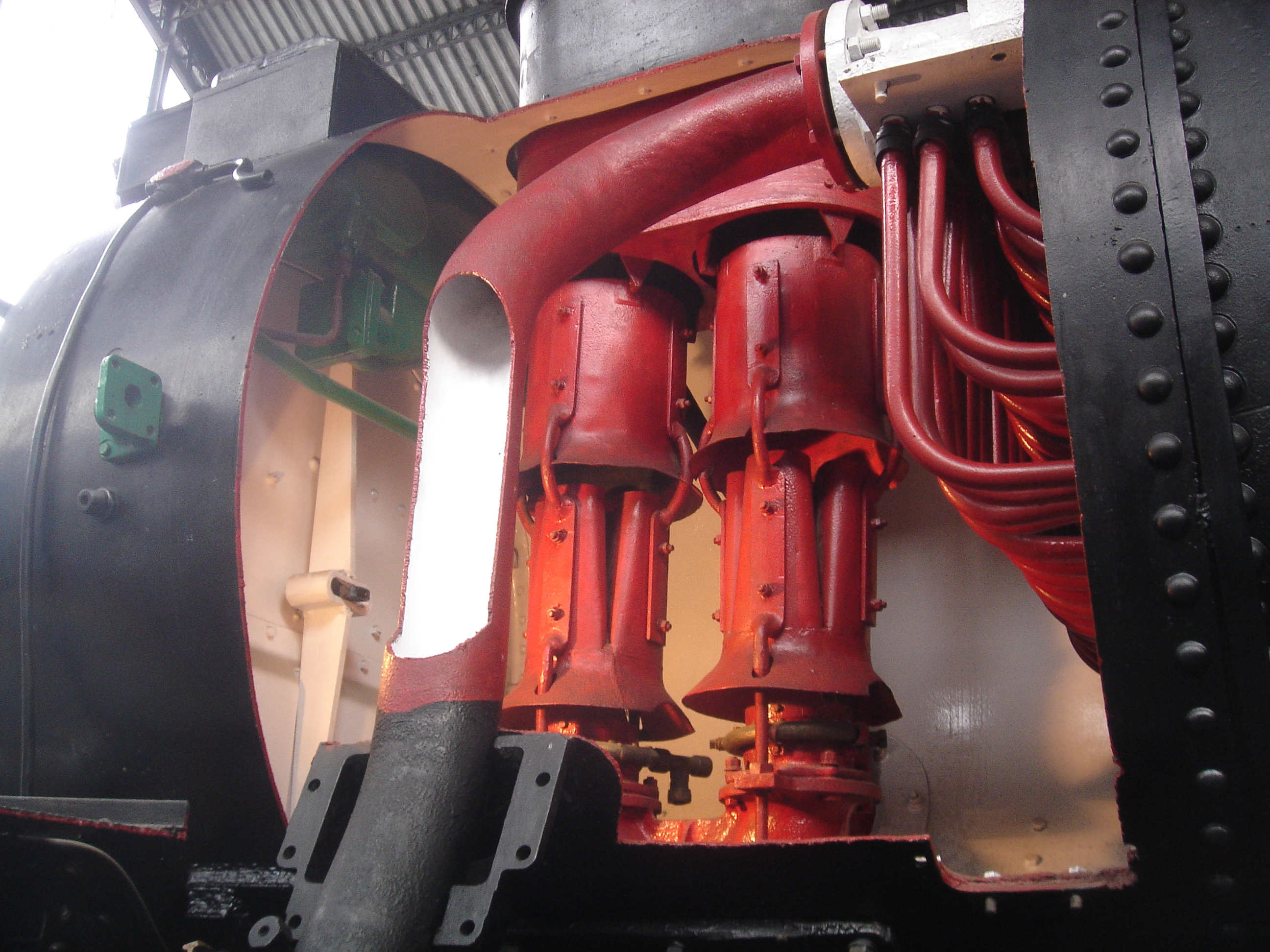
Die Rauchkammer mit zwei Kylchap-Blasrohren der spanischen Dampflok Renfe 141F 2416 im Eisenbahnmuseum Delicias, Madrid.

Als  Blasrohr wird die nach dem Prinzip eines Dampfstrahlgebläses funktionierende Saugzuganlage eines Dampfkessels, insbesondere bei Dampflokomotiven, bezeichnet.

## Allgemeines
Die Saugzuganlage ist das Herz einer Dampflok: Sie treibt Stoffumsatz, Verbrennung sowie die konvektive Wärmeübertragung im Kessel an und regelt die Kesselleistung nach dem Bedarf der Dampfmaschine. Dadurch wird die im Vergleich zu stationären Dampfmaschinen hohe Leistung der Lokomotiven überhaupt erst möglich. Dafür wendet die Saugzuganlage einen erheblichen Teil der Expansionsenergie des Dampfkraftprozesses auf, der wieder von der effektiven Lokleistung abgeht. Der Anteil nimmt mit der Leistungsdichte des Kessels überproportional zu, so dass der Wirkungsgrad der Saugzuganlage von besonderer Bedeutung ist, um eine leistungsfähige und wirtschaftliche Lok zu erreichen. Die tatsächliche Ausführung ist also immer ein Kompromiss.
Da die Anlage in Hitze, Schmutz und aggressiven Medien arbeiten muss, haben sich Turbogebläse trotz besseren Wirkungsgrades gegen die robusten Blasrohre nicht durchsetzen können.

## Funktionsweise
Als Treibmedium für das Strahlgebläse wird der Abdampf aus den Lokomotivzylindern verwendet. Dieser wird in das düsenförmige Blasrohr geleitet, das innerhalb der Rauchkammer senkrecht in einem bestimmten Abstand unter dem Schornstein (Rauchfang) steht. Die Blasrohrachse und die Schornsteinachse müssen genau zusammenfallen. Der Schornstein erweitert sich nach oben hin schwach konisch und ist in seinem Durchmesser dem Blasrohrdurchmesser so angepasst, dass der aus dem Blasrohr strömende Abdampf den Schornstein etwa von der Mitte ab bis oben voll ausfüllt. Der ausströmende Dampf übt dann auf die Umgebung des Blasrohres eine Saugwirkung aus. Da die Rauchkammer vollkommen luftdicht abgeschlossen ist, erzeugt die saugende Dampfströmung in der Rauchkammer einen Unterdruck, der nun Luft auf dem einzig noch freibleibenden Weg, nämlich durch die Luftklappen des Aschkastens, den Rost, die Feuerschicht und die Heiz- und Rauchrohre in die Rauchkammer nachsaugt. Die durch den Aschkasten einströmende Luft führt dem Brennstoffbett den zur Verbrennung notwendigen Sauerstoff zu.
Vorteilhaft ist insbesondere die Tatsache, dass die Saugwirkung und damit die Anfachung des Feuers umso größer ist, je mehr Dampf zum Antrieb verbraucht wird. Somit ist es (in gewissen Grenzen) möglich, bereits ‚auf Vorrat‘ Brennstoff in den Kessel einzubringen, auch wenn die zusätzliche Energie erst später benötigt wird, wodurch der Heizer u. U. erheblich entlastet werden kann.
Beim Stillstand der Lokomotive und beim Anfachen des Feuers kann der Saugzug mit dem Hilfsbläser erzeugt werden.

## Geschichte
Das Blasrohr wurde 1801 von Richard Trevithick, dem britischen Pionier der Dampflokomotiventechnik, erfunden und erstmals in seinen Dampfwagen eingebaut. Etwas später setzten auch Timothy Hackworth und George Stephenson diese Technik bei ihren Lokomotiven ein, wobei unklar ist, ob sie von Trevithicks Erfindung Kenntnis hatten oder sie unabhängig davon entwickelten. In der weiteren Folge wurden Blasrohre zum Standard bei fast allen Dampflokomotiven. Das System blieb für fast 100 Jahre weitgehend unverändert.
Ab etwa 1900 gab es Tendenzen, die Effizienz und Leistungsfähigkeit des Blasrohres zu verbessern, den Gegendruck für die Zylinder zu verringern, um maximale Energieausbeute für den Antrieb zu erreichen und gleichzeitig den bestmöglichen Unterdruck in der Rauchkammer zu bekommen. Hierfür wurden die Blasrohre verstellbar ausgeführt und verschiedenste Varianten von Reihen- und Parallelschaltung von Strahlgebläsen benutzt:
- Kylchap des finnischen Ingenieurs Kylälä und des französischen Ingenieurs André Chapelon
- Lemaître-Blasrohr, Lempor und Lemprex von Jean Lemaître und Livio Dante Porta
- Giesl-Ejektor von Adolph Giesl-Gieslingen

Bei der Kondensationslokomotive wurde schließlich das Blasrohr durch einen Ventilator mit Dampfturbinen-Antrieb ersetzt. Der Abdampf der Zylinder wurde kondensiert und somit zum Auffüllen des Wasser-Vorrats zurückgewonnen, statt ihn in die Atmosphäre zu blasen. Hierdurch wurden der Wasserverbrauch minimiert und die Energieeffizienz maximiert.